# Покровский сельский округ (Калининградская область)
Покровский сельский округ (Покровский сельсовет) — административная единица в составе Гусевского района Калининградской области в 1947—2008 гг. Центром сельского округа (сельсовета) последовательно были населённые пункты: Покровское, Приозёрное, Михайлово. В 1950-х годах, в результате укрупнения, в состав сельсовета вошёл Краснопольский сельсовет.
Покровский сельский округ при проведении муниципальной реформы 2008 года вошёл в состав Михайловского сельского поселения, позже также упразднённого.
| Послевоенное название | Довоенное (немецкое) название                    | Литовское название | Координаты                      |  |
| Еловое                | Kasenowsken, с 1938 г. Tannsee                   | Kasenovskiai       | 54°39′41″ с. ш. 22°06′17″ в. д. |  |
| Каспийское            | Wilpischen, с 1928 г. Eichenfeld                 | Vilpišiai          | 54°40′01″ с. ш. 22°07′05″ в. д. |  |
| Краснополье           | Pötschkehmen, с 1938 г. Pötschwalde              | Pečkiemis          | 54°39′00″ с. ш. 22°03′34″ в. д. |  |
| Михайлово             | Eszerningken, Escherningken, с 1938 г. Neupassau | Ežerininkai        | 54°39′03″ с. ш. 22°07′48″ в. д. |  |
| Покровское            | Bibehlen, с 1938 г. Falkenhausen                 | Bibeliai           | 54°38′46″ с. ш. 22°09′35″ в. д. |  |
| Приозерное            | Gerwischkehmen, с 1938 г. Gerwen                 | Gerviškiemis       | 54°38′27″ с. ш. 22°06′05″ в. д. |  |

- Ныне несуществующие населённые пункты:

| Послевоенное название | Довоенное (немецкое) название        | Литовское название | Координаты                      |  |
| Бугры                 | Laugallen, с 1938 г. Heubude         | Laugaliai          | 54°38′28″ с. ш. 22°03′57″ в. д. |  |
| Екатериновка          | Kutten                               | Kutai              | 54°39′45″ с. ш. 22°10′07″ в. д. |  |
| Екатериновка          | Gut Samohlen, с 1938 г. Gut Kutten   | Samuoliai          | 54°40′24″ с. ш. 22°09′45″ в. д. |  |
| Ивашевка              | Wallehlischken, с 1938 г. Hagelsberg | Valiuliškiai       | 54°38′49″ с. ш. 22°09′03″ в. д. |  |
| Новоселье             | Waiwern, с 1938 г. Seilhofen         | Vaivorai           | 54°38′51″ с. ш. 22°11′01″ в. д. |  |
| Пригорское            | Pötschkehmen, с 1938 г. Wilhelmsberg | Pečkaimis          | 54°39′05″ с. ш. 22°04′30″ в. д. |  |
| Клеехаген             | Guddatschen, с 1938 г. Kleehagen     | Gudačiai           | 54°39′12″ с. ш. 22°11′38″ в. д. |  |
| Нойенбург             | Schmulkehlen, с 1938 г. Neuenburg    | Smulkeliai         | 54°40′06″ с. ш. 22°08′23″ в. д. |  |
| Хазельхоф             | Warnehlen, с 1938 г. Haselhof        | Varneliai          | 54°39′13″ с. ш. 22°10′43″ в. д. |  |